# 標語

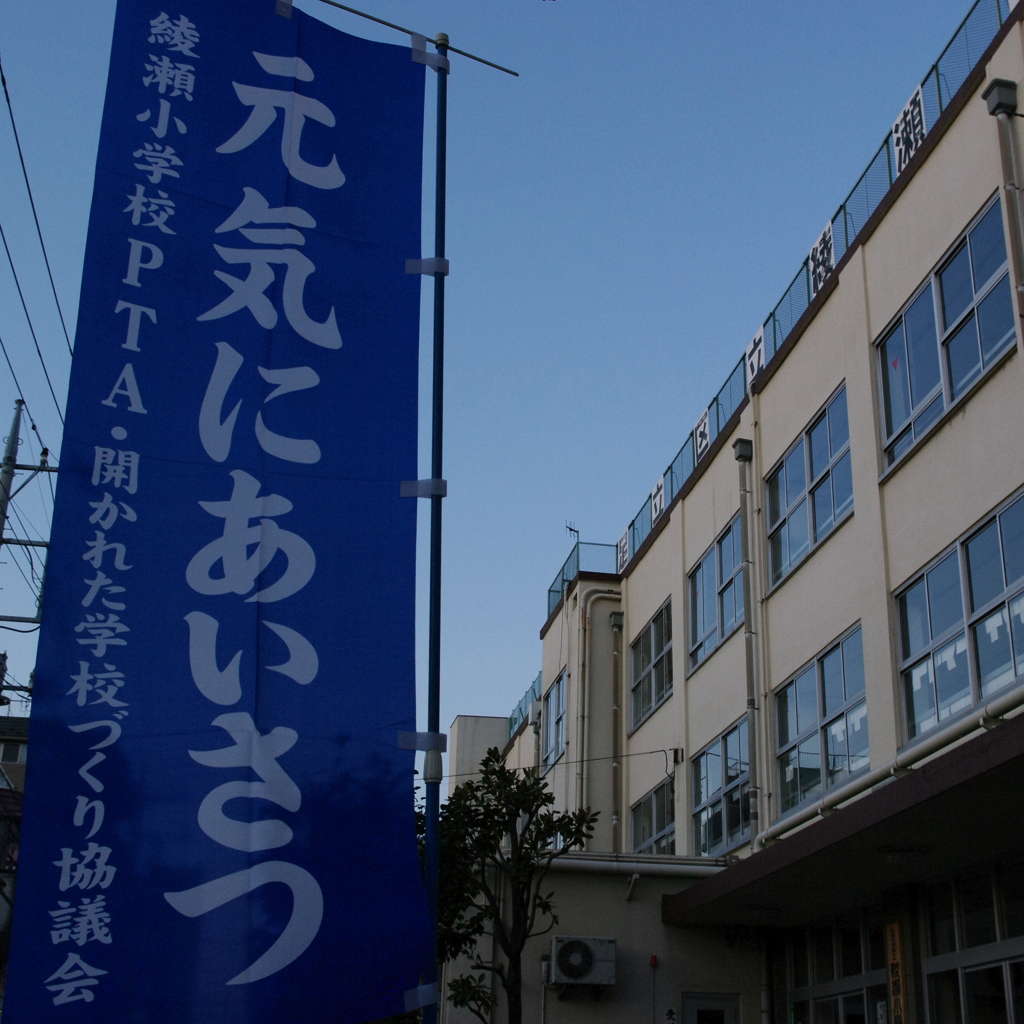
小学校の標語の一例

標語（ひょうご）は、ある集団の行動や判断における基準、規範、指針、理念を簡潔に表した文章や言葉や句である。
組織・集団の日常の行動指針を表すモットーやスローガンもこれの一種とされるため、本項ではそれについても詳述する。特に宣伝的な標語はスローガンと呼ばれる。日本で「標語」という場合、これら以外に交通規則や社会運動において、耳に入りやすいかけ声的な短文を指すことも多い。口調がよいように俳句同様に五七五の型を取るものも多い。また、学校等に標語の募集を呼びかける活動もよくある。

## モットー
モットー（伊: motto）とは、社会集団や組織の日常の行動指針を表すことがらや、それを表した言葉のこと。目標として掲げる言葉、信条。
紋章においては、スクロールなどに記される銘文のことを指す。西ヨーロッパでは伝統的にはラテン語で表記されている場合が多い。ギリシャ語主体の東方正統教会の影響が強い東ヨーロッパは別。

## スローガン
スローガン（英: slogan）とは、企業や団体の理念や、運動の目的を、簡潔に言い表した覚えやすい句・標語・モットーのこと。「合言葉」と訳される場合もある。

## 座右の銘
座右の銘（ざゆうのめい）とは、集団ではなく、個人が自らの行動の戒めとするために日常的に心に留めておくための言葉。『文選』に収められた後漢の崔瑗（崔子玉）による文章「座右銘」に由来する。

## 有名な標語・ジョーク
- 足らぬ足らぬは工夫が足らぬ
- 安全第一（Safety First）
- おかしも（押さない、駆けない、喋らない、戻らない）
- 宇宙船地球号
- 聖域なき構造改革